# Phintella suknana
Phintella suknana is een spinnensoort uit de familie springspinnen (Salticidae). De soort komt voor in India.